# Jimmy Staggs
Pour les articles homonymes, voir Staggs.
Jimmy Pearson Staggs (7 octobre 1935 – 6 novembre 2007) est un disc-jockey américain et propriétaire de magasins de disques à Chicago.

## Jeunesse
Staggs est né le 7 octobre 1935 à Bessemer dans l'Alabama. Staggs est un excellent étudiant et sportif de l'école secondaire qui a obtenu une bourse d'études de football américain à Georgia Tech. Staggs est ensuite diplômé de l'Université de l'Alabama,.

## Carrière à la Radio
Staggs a commencé sa carrière radio à Birmingham (Alabama) sur WYDE SUIS puis à Philadelphie (sur WIBG), San Francisco (KYA),, et Milwaukee (sur WOKY) avant son passage à la KYW, Cleveland.
Staggs ose des entrevues et invite des musiciens innovants sur WMAQ-AM,,,,.

## WCFL carrière

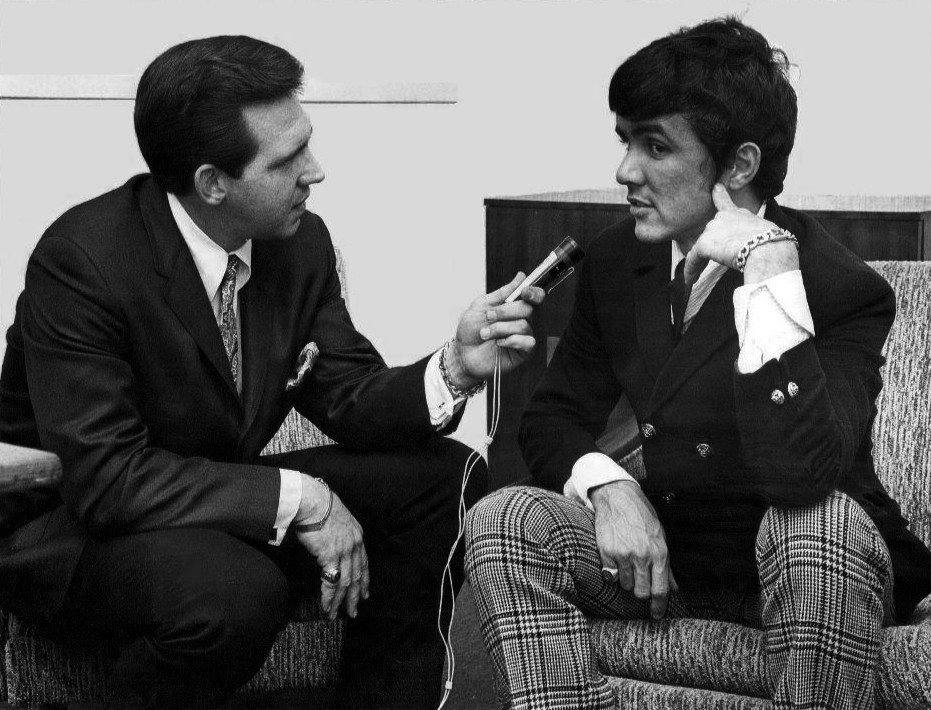
Entrevue de Stagg avec Dave Clark de The Dave Clark Five en 1966.

A WCFL, Staggs occupe l'antenne l'après-midi de 15h à 18 heures. Staggs a interviewé la plupart des grandes star du rock des années 1960, dont Neil Diamond, Ray Charles, Frank Sinatra, The Rolling Stones, the Supremes, The Monkees, et Simon & Garfunkel.
Il tient aussi une chronique hebdomadaire sur la musique et l'industrie du divertissement, le "Stagg Line", parue dans les éditions de dimanche du Chicago Sun-Times,,.
Staggs préfère animer un simple spectacle rock'n roll qui garde l'accent sur la musique. Son crédo est: « Music is my business. I hope my business was your pleasure »,.

## Couverture des Beatles

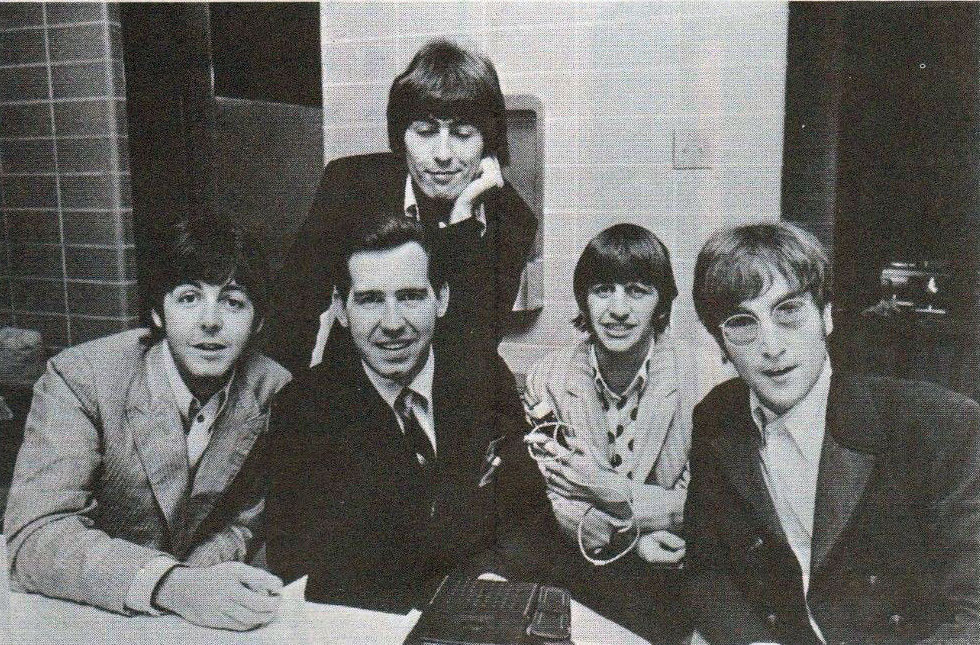
Les Beatles avec Jimmy Staggs. WCFL, le 10 octobre 1966 à Chicago.

Jimmy Staggs fait partie de la poignée de journalistes qui ont voyagé sur l'avion privé des Beatles au cours de leur tournée américaine de 1964,,.
Staggs est nouveau été mis à contribution pour couvrir les Beatles en 1965, mais cette fois pour WCFL. 
Pour cette tournée, il y avait tellement de journalistes couvrant les Beatles qu'autre avion a été nécessaire pour les membres de la presse. Staggs tient les fans des Beatles heure par heure sur les ondes de WCFL au cours de cette tournée. Il a également couvert leur troisième tournée, en 1966, d'un voyage avec le groupe de Londres à Chicago. Sur les trois tours, Staggs enregistre des réactions et des commentaires  des Beatles, dans chaque ville et après chaque concert,,,.

## L'après-carrière à la radio
Staggs quitte la radio en 1975,  et ouvre une chaîne de magasins de disques dans la banlieue nord de Chicago. 
Staggs est également devenu un titulaire d'une licence d'agent immobilier, en travaillant avec Keller Williams Realty à Libertyville.
Il a fait un retour temporaire à la radio sur les ondes  de WJMK dans le cadre de la WJMK Rock 'n' Roll Reunion du 11 avril 1985 en tant qu'invité,.

## Vie personnelle
Staggs meurt le 6 novembre 2007 à Lake Forest (Illinois), petite ville de la banlieue nord de Chicago, de complications d'un cancer de l'œsophage,,,.

### Audio
- Audio de Jim Stagg sur WCFL, septembre 1966 (RealPlayer)
- Internet Archives-Télécharger le 18 Mars 1966 WCFL aircheck, Jim Stagg
- Audio de Jim Stagg sur KYW, 14 avril 1961 (RealPlayer)